# Franciaország budapesti követeinek és nagyköveteinek listája
Magyarország és Franciaország kapcsolatai több száz évre nyúlnak vissza, ebből adódóan alkalmi követek küldésére is sor került már a 14. századtól. Állandó követ, aki magyar ügyekkel is foglalkozott sokáig az Osztrák–Magyar Monarchia fővárosában, Bécsben székelt. Budapesten csak 1920-tól, Franciaország budapesti nagykövetsége megnyitásától állomásozik követ. A diplomáciai kapcsolatok a második világháború alatt sem szakadtak meg, a Vichy-kormány révén a kapcsolat folyamatos volt. 1963-tól emelték az intézményeket nagykövetségi rangra, ettől kezdve nagykövetek állomásoznak mindkét országban.

## A diplomáciai misszió vezetői

### 1920 után
| kinevezés            | megbízólevél        | visszahívás          | név                            | rang                                   |
| -------------------- | ------------------- | -------------------- | ------------------------------ | -------------------------------------- |
| 2018. június 28.     | 2018. szeptember 5. |                      | Pascale Andréani               | nagykövet                              |
| 2015. szeptember 10. | 2015. október 14.   | 2018. június 28.     | Éric Fournier                  | nagykövet                              |
| 2012. február 2.     | n/a                 | 2015. szeptember 10. | Roland Galharague              | nagykövet                              |
| 2007. június 15.     | 2007. október 3.    | 2012. február 2.     | René Roudaut                   | nagykövet                              |
| 2004. augusztus 26.  | 2004. október 7.    | 2007. június 15.     | Philippe Zeller                | nagykövet                              |
| 2001. december 21.   | 2002. január 9.     | 2004. augusztus 26.  | Dominique de Combles de Nayves | nagykövet                              |
| 1997. március 6.     | 1997. május 29.     | 2001. december 21.   | Paul Poudade                   | nagykövet                              |
| 1993. augusztus 5.   | 1993. október 19.   | 1997. március 6.     | François Nicoullaud            | nagykövet                              |
| 1989. december 23.   | 1989. december 29.  | 1993. augusztus 5.   | Pierre Brochand                | nagykövet                              |
| 1986. március 13.    | 1986. június 6.     | 1989. december 23.   | Christiane Malitchenko         | nagykövet                              |
| 1983. április 9.     | 1983. június 6.     | 1986. március 13.    | Hubert Dubois                  | nagykövet                              |
| 1980. február 12.    | 1980. április 25.   | 1983. április 9.     | Jacques Lecompt                | nagykövet                              |
| 1974. augusztus 6.   | 1974. szeptember 4. | 1980. február 12.    | Raymond Bressier               | nagykövet                              |
| 1971. augusztus 4.   | 1971. október 18.   | 1974. augusztus 6.   | Gérard Amanrich                | nagykövet                              |
| 1965. november 24.   | 1965. december 23.  | 1971. augusztus 4.   | Raymond Gastambide             | nagykövet                              |
| 1962. március 3.     | 1962. április 11.   | 1965. november 24.   | Pierre Francfort               | követ, 1963. december 18-tól nagykövet |
| 1956. május 28.      | 1956. június 8.     | 1962. március 3.     | Jean Paul-Boncour              | követ                                  |
| 1950. október 7.     | 1950. október 20.   | 1956. május 28.      | Jean Delalande                 | követ                                  |
| 1946. március 12.    |                     | 1950. október 7.     | Henri Gauquié                  | követ                                  |
| 1945. december 21.   |                     | 1946. március 12.    | Robert Faure                   | ügyvivő                                |
| 1945. február 2.     |                     | 1945. december 21.   | Paul Giraud                    | a francia érdekek képviselője          |
| 1943                 | 1943. július 10.    | 1944                 | Jules Brévié                   | a Vichy-kormány követe                 |
| 1940                 |                     | 1942                 | Robert Dampierre               | a Vichy-kormány követe                 |
| 1938                 |                     | 1940                 | Pierre Guerlet                 | követ                                  |
| 1934                 |                     | 1938                 | Gaston Maugras                 | követ                                  |
| 1926. december 31.   | 1927. február 21.   | 1934 július 23.      | Louis de Vienne                | követ                                  |
| 1925 november 10.    |                     | 1926. december 31.   | Georges Clinchant              | követ                                  |
| 1924. január 26.     | 1924. április 2.    | 1925. november 10.   | François Carbonnel             | követ                                  |
| 1920. január 8.      | 1921. november 19.  | 1924. január 26.     | Jean Doulcet                   | követ                                  |
| 1920                 |                     | 1921                 | Maurice Fouchet                | főmegbízott                            |

### 1920 előtt
| kinevezés | visszahívás | név                                  | rang             |
| --------- | ----------- | ------------------------------------ | ---------------- |
| 1918      | 1919        | Jean Doulcet                         | főmegbízott      |
| 1528      | 1528        | Antoine de Rincon                    |                  |
| 16. sz.   | 16. sz.     | Louis Hélie                          |                  |
| 1502      | 1502        | François de Tournemine de la Guerche |                  |
| 16. sz.   | 16. sz.     | Macé (Matthieu) Toustain             |                  |
| 16. sz.   | 16. sz.     | Valérien de Saints (de Senlis)       |                  |
| 1364      | 1365        | Pierre Aymé                          | Auxerre-i püspök |